# 苺畑でつかまえて
「苺畑でつかまえて」（いちごばたけでつかまえて）は、2016年1月15日に発売されたサニーデイ・サービス通算18作目のシングル。

## 解説
2014年の「アビーロードごっこ」以来のシングルとなる本作は、“ノスタルジーと近未来が交差する架空の星で愛を求め彷徨う”「苺畑でつかまえて」と、“ゆったりとしたリズムと共に、やがて深い青に染まる空の彼方へトリップに誘なう”「コバルト」の2曲を収録。ROSE RECORDSでリリースされたこれまでのシングル同様、7インチ・アナログ盤とCDをセットにした形態でのリリースで、アナログとCDの収録内容は同じ。本作も完全限定プレスでROSE RECORDSオンライン・ショップにて12月29日より予約受付開始、2016年1月8日から発送が開始されたほか、2015年12月28日に東京・LIQUIDROOM ebisuにて行われたサニーデイ・サービス主催のライブ・イベント「魔法の言葉・十二月」にて先行販売された。

## パッケージ、アートワーク
ジャケット・デザインは小田島等が担当。歌詞カード表面には曽我部恵一によるイラストがレイアウトされている。

## 7inch EP:ROSE 195

### A
1. 苺畑でつかまえて
曽我部恵一 作詞・作曲 / サニーデイ・サービス 編曲

### B
1. コバルト
曽我部恵一 作詞・作曲 / サニーデイ・サービス 編曲

Produced by Keiichi Sokabe

## CD:ROSE 195
1. 苺畑でつかまえて
2. コバルト

## クレジット
| サニーデイ・サービス                                                |
| 曽我部恵一 田中貴 丸山晴茂                                          |
|                                                                     |
| engineers 曽我部恵一 池内亮 鎌田裕明 中林純也                       |
| cutting & mastering 小鐡徹                                          |
| mixed by 曽我部恵一                                                 |
| recorded @ SUR SOUND STUDIO aLIVE RECORDING STUDIO home STUDIO ROSE |
| illustration 小田島等                                               |
| logo おがわまさひろ                                                 |
| rose records 岩崎朗太 水上由季 金野志保                             |

## リリース日一覧
| 地域 | リリース日    | レーベル     | 規格                 | カタログ番号 | 備考                       |
| ---- | ------------- | ------------ | -------------------- | ------------ | -------------------------- |
| 日本 | 2016年1月15日 | ROSE RECORDS | 7inch EP+CD          | ROSE 195     |                            |
| 日本 | 2016年1月15日 | ROSE RECORDS | デジタルダウンロード | -            | 通常音質 (AAC 128/320kbps) |